# توران دورسون
توران دورسون (به ترکی استانبولی: Turan Dursun)، (متولد ۱۹۳۴ میلادی، مرگ ۴ سپتامبر ۱۹۹۰ میلادی) پژوهشگر اسلامی شیعی و نویسنده ترکی بود. او تحت تأثیر فیلسوف شکاک قرن نهم میلادی ایرانی، ابن راوندی قرار گرفته بود. سرانجام  در ۴ سپتامبر ۱۹۹۰ بیرون از خانه اش در استانبول ترور شد. بعد از مرگش ۱۰ هزار کپی از آثارش به فروش رفت.
دورسون در اصل مسلمان شیعی ۱۲ امامی بود که در ابتدا روحانی شیعه بود و سپس بی خدا شد. دورسون تعدادی کتاب دربارهٔ مذهب نوشت که شامل ترجمه متون اسلامی هم می‌شد. او منتقد دین بود که متعاقباً مورد تهدید بنیادگراهای اسلامی قرار گرفت.